# Mathon (Gemeinde Ischgl)
Mathon ist ein Dorf im Paznaun in Tirol wie auch eine Fraktion (Ortschaft) der Gemeinde Ischgl im Bezirk Landeck.
Mathon ist wie Ischgl stark touristisch geprägt. Aufgrund seiner Größe wird Mathon in vielen Bereichen separat genannt, obwohl es keine selbstständige Gemeinde ist.

## Geographie
Das Dorf Mathon liegt knapp 30 Kilometer südwestlich von Landeck, rund 4 km taleinwärts von Ischgl, etwa auf halbem Weg nach Galtür links der Trisanna auf einer Höhe von etwa 1450 m ü. A.
Zur Fraktion Mathon gehören außerdem der Einzelhof und die Gegend Nederle direkt oberhalb, die Rotte Valzur und der Weiler Piel taleinwärts, sowie die Friedrichshafener Hütte und die Alpen Außerbergli und Innerbergli. Diese Ortschaft umfasst 110 Gebäude mit 394 Einwohnern (Stand 1. Jänner 2024), der Großteil im Ort selbst.
Zwischen Valzur und Mathon mündet das Laraintal von Süden in das Paznaun.
|                           | St. Anton am Arlberg ∗ (O)                        | Ischgl (O) ∗∗     |
| Valzur Galtür (O u. Gem.) | Kompassrose, die auf Nachbargemeinden zeigt       | Paznaun Pasnatsch |
|                           | Ramosch ∗∗ (OT, Gem. Valsot, Kr. Ramosch, GR, CH) |                   |

∗ Das weitgehend unbewohnte Verwall
∗∗ Das Fimbatal östlich gehört zu Ischgl und Ramosch GR (um die Heidelberger Hütte), dazwischen aber Berggebiet von Sent GR

## Geschichte

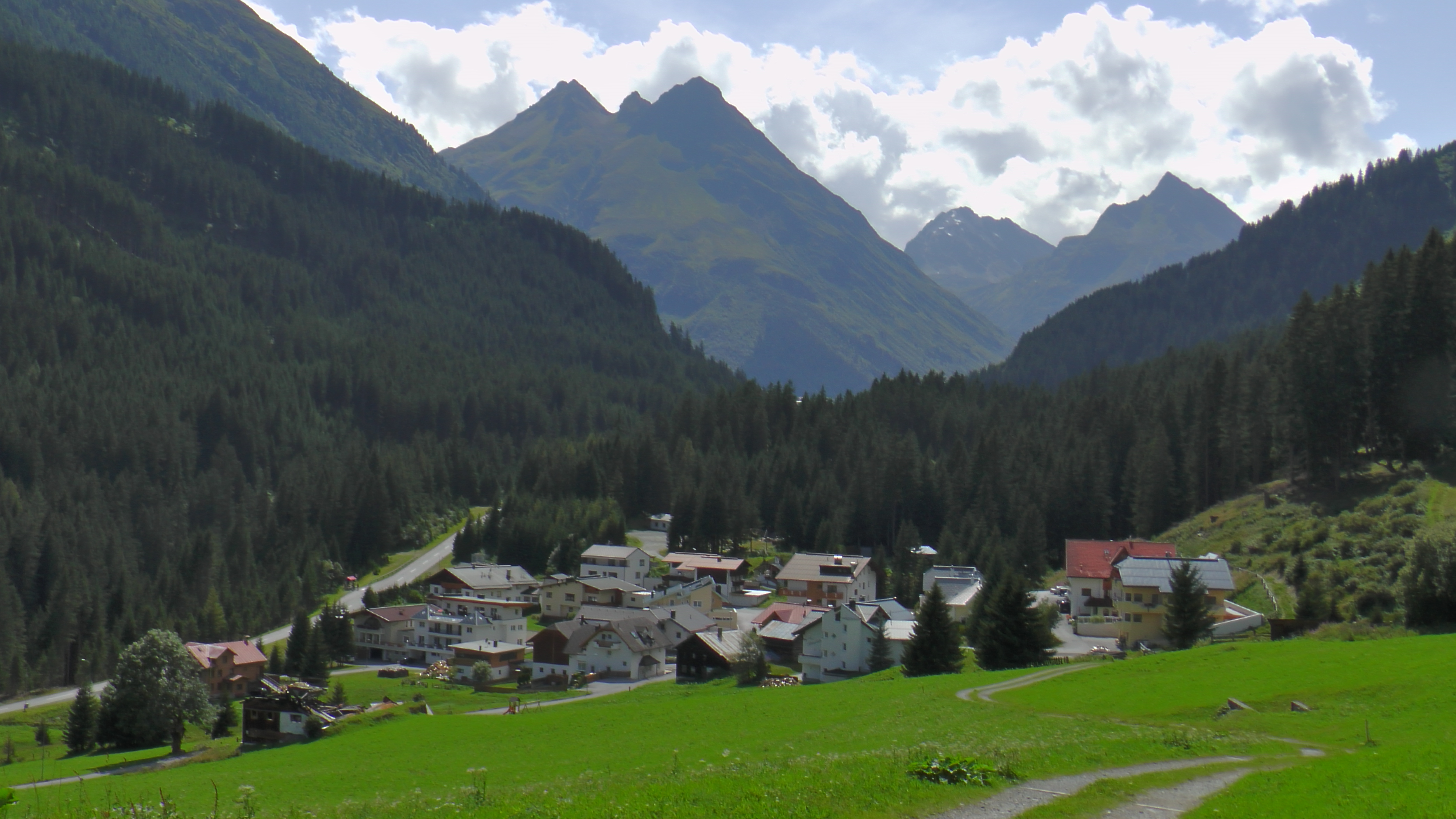
Weiler Valzur, taleinwärts von Nordost, hinten (über Galtür) Gorfenspitze und Hochnörderer, Vallüla (an der Bielerhöhe) und Ballunspitze

Das Dorf wurde im 13. Jahrhundert von den Walsern besiedelt.
Im Urbar der Herren von Rottenburg ist um 1360 Muntane erwähnt. Muntan bedeutet im Romanischen ‚Alpgegend‘. Aus der ursprünglichen Alpe entwickelte sich noch im 13. oder im 14. Jahrhundert eine Dauersiedlung. Anfangs wurde nur die Schattseite (Nederseite) besiedelt, erst später wurde der Wald auf der Sonnenseite gerodet, um Weideland und Äcker zu gewinnen. Im Urbar von Kloster St. Johann in Müstair von 1394 wird die Siedlung als in territorio Muntani genannt.
Gerichtlich gehörte Mathon ursprünglich zu Nauders und zum Unterengadin (bis 1652) und damit kirchlich zu Sins, Bistum Chur (1807).
Zur dortigen St.-Peters-Kirche mussten bis ins 15. Jahrhundert die Toten zur Beerdigung gebracht werden.
Im 18. Jahrhundert wurde oberhalb von Mathon nach Gold gegraben und ein Bergwerk errichtet, von dem heute noch ein rund 20 m langer Stollen erhalten ist.
Um 1820 hatte der Ort 132 Einwohner, die ganze Ortschaft 220.
Im 19. Jahrhundert herrschte wirtschaftliche Not, der Handel spielte im Paznaun keine Rolle mehr und die Landwirtschaft reichte in der kleinen „Eiszeit“ nicht aus, um die Bevölkerung zu ernähren. Viele Bewohner wanderten als Hirten, Tagelöhner oder Handwerker aus, die Einwohnerzahl stagnierte (1826: 221 Einwohner, 1887: 220 Einwohner).
Ab dem Ende des 19. Jahrhunderts setzte der Tourismus ein (1861: Erstbesteigung des Fluchthorns, 1908 Errichtung der Kathreinhütte, heute Friedrichshafner Hütte, auf der Muttenalpe), der mit der Errichtung der ersten Seilbahn in Ischgl 1963 zur wichtigsten Erwerbsquelle wurde.
1895 wurde die Freiwillige Feuerwehr Mathon gegründet.
Aufgrund seiner Lage war Mathon immer wieder von Naturkatastrophen betroffen. Im Sommer 1896 bedrohte eine Mure Valzur. Da sie nur geringen Schaden anrichtete, erbauten die Bewohner als Einlösung eines Versprechens die Lourdeskapelle.
Einen Tag nach der großen Lawinenkatastrophe von Galtür begrub am 24. Februar 1999 eine weitere Lawine den halben Weiler Untervalzur unter sich. Sieben Menschen kamen dabei ums Leben.
Beim Hochwasser im August 2005 wurde bei Mathon der gesamte Talboden verwüstet, wobei sich die Trisanna ein völlig neues Flussbett grub.

## Kultur und Sehenswürdigkeiten

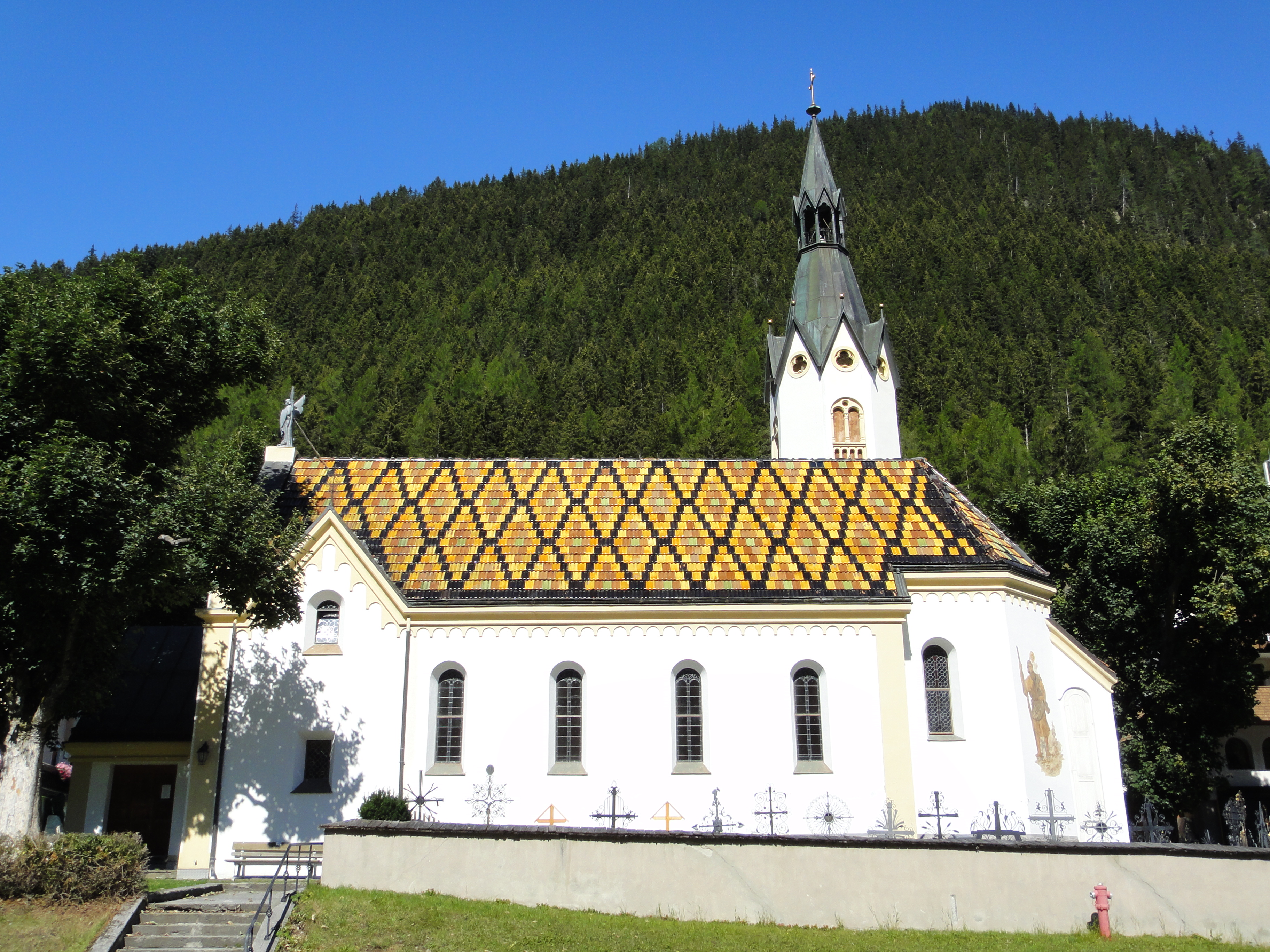
Expositurkirche Mathon

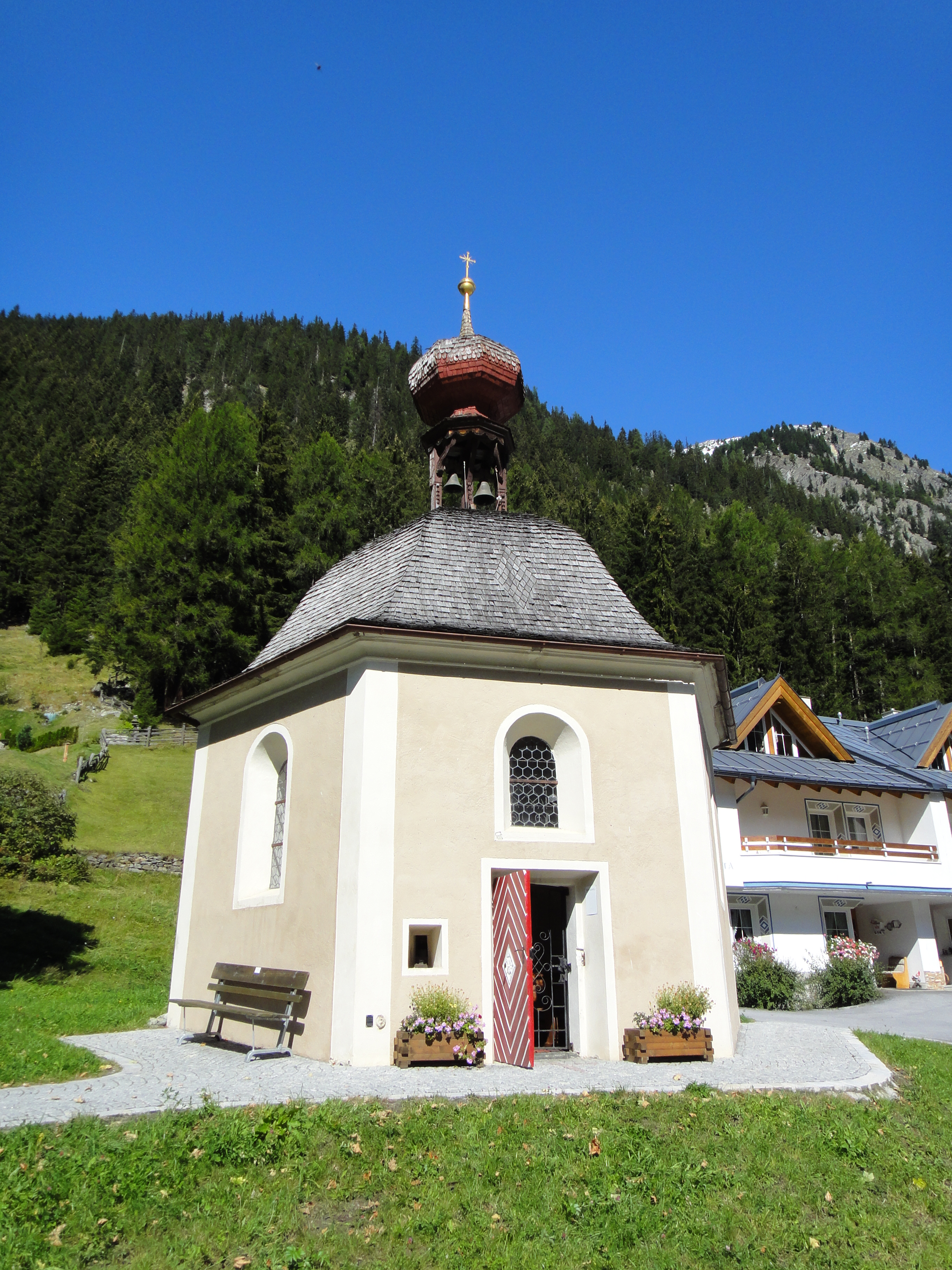
Kapelle Mathon

- Katholische Expositurkirche Mathon hl. Sebastian
- Widum Mathon
- Sebastiansbrunnen Mathon
- Dreikönigskapelle Mathon